# جغناب (کوثر)
جغناب روستایی است که در استان اردبیل، شهرستان کوثر، بخش مرکزی، دهستان سنجبد غربی قرار دارد.

## جمعیت
بر اساس سرشماری سال ۱۳۸۵ جمعیت این روستا ۴۷۱ نفر با ۹۰ خانوار بوده‌است.